# Walerian Kobachija
Walerian Osmanowicz Kobachija (ros. Валериан Османович Кобахия, 1929–1992) – radziecki działacz państwowy i partyjny.

## Życiorys
W 1951 ukończył Suchumski Instytut Pedagogiczny i został nauczycielem, potem był sekretarzem rejonowego komitetu Komsomołu Gruzji i sekretarzem Abchaskiego Komitetu Obwodowego Komsomołu Gruzji. Od 1954 należał do KPZR, 1958 został przewodniczącym komitetu wykonawczego rady rejonowej w Abchaskiej ASRR, następnie do 1962 był słuchaczem Wyższej Szkoły Partyjnej przy KC KPZR, 1962 został I sekretarzem rejonowego komitetu Komunistycznej Partii Gruzji. Do 1965 był sekretarzem komitetu KPG produkcyjnego zarządu kołchozowo-sowchozowego, 1965-1975 I sekretarzem Abchaskiego Komitetu Obwodowego KPG, od 1975 do października 1978 sekretarzem Prezydium Rady Najwyższej Abchaskiej ASRR, a od października 1978 do 24 grudnia 1990 przewodniczącym Prezydium Rady Najwyższej Abchaskiej ASRR.